# Jean-Marie Duhamel
A nu se confunda cu Jean-Baptiste du Hamel (1624 - 1706).

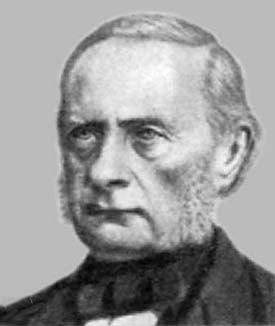
Jean-Marie Duhamel

Jean-Marie Constant Duhamel (n. 5 februarie 1797 la Saint-Malo - d. 29 aprilie 1872 la Paris) a fost un matematician și fizician francez.
Începând cu 1834, a fost profesor la Școala Politehnică din Paris, unde l-a avut ca student pe Emanoil Bacaloglu.
În 1840 a devenit membru al Academiei Franceze de Științe, iar în 1862 președinte al prestigiosului for științific.

## Activitate științifică
De numele său este legat principiul lui Duhamel din teoria ecuațiilor cu derivate parțiale.
În 1839 s-a ocupat de criteriile de convergență ale seriilor și ulterior a formulat ceea ce, în analiza matematică, este numit criteriul lui Raabe-Duhamel.
A avut unele contribuții și în domeniul mecanicii.

## Scrieri
- 1854: Cours d'Analyse. - Note sur la discontinuité des séries et sur les moyens de la reconnaître, un memoriu în care a enunțat criteriul care îi poartă numele;
- 1875: Des méthodes dans les sciences de raisonnement.